# Magnêncio
Flávio Magno Magnêncio (em latim: Flavius Magnus Magnentius) foi um usurpador romano contra os imperadores Constante I e Constâncio II entre 350 e 353.

## Carreira
Nascido em Samarobriva (Amiens, na Gália), Magnêncio era o comandante dos hercúleos e jupiterianos, as unidades responsáveis pela proteção do imperial. Quando a insatisfação contra o imperador Constante I tornou-se insuportável, o exército romano em Autun proclamou Magnêncio imperador em 18 de janeiro de 350. Constante foi abandonado por virtualmente todas as suas forças e ele acabou assassinado por um grupamento de cavalaria leve perto dos Pirenéus.
Magnêncio rapidamente arregimentou a lealdade das províncias da Britânia, Gália e Hispânia, em parte por que ele se mostrou ser muito mais tolerante tanto com os cristãos quanto com os pagãos. Seu controle sobre Itália e África foi exercido através da eleição de alguns de seus homens para os cargos mais importantes. Porém, a breve revolta de Nepociano, um membro da dinastia constantiniana, mostrou a Magnêncio que sua posição precisava ser consolidada frente aos membros da família do grande Constantino.
Ele tentou em seguida reforçar seu controle sobre os territórios controlados pelo finado Constante e marchou para o Danúbio. Vetrânio, comandante das legiões da Panônia, havia sido proclamado augusto por suas tropas em Mursa (Osijek, na Hungria) em 1 de março. Esta revolta tinha um verniz legalista, pois Vetrânio tinha o apoio de Constância, e o próprio Constâncio II o reconheceu enviando-lhe o diadema imperial.

## Derrocada
O último imperador da família de Constantino, Constâncio II, interrompeu sua campanha na Síria contra os persas sassânidas e marchou para o ocidente. Apesar dos esforços de Magnêncio para atrair Vetrânio para sua causa, o velho general alcançou Constâncio com seu exército e abdicou.
Depois de fazer de Decêncio Magno (provavelmente seu irmão) um césar e de alistar tantos soldados quanto possível, os exércitos de Magnêncio e Constâncio se enfrentaram na Batalha de Mursa Maior em 351. Magnêncio liderou suas tropas pessoalmente enquanto Constâncio passou o dia rezando numa igreja próxima. Apesar do heroísmo de Magnêncio, seu exército foi derrotado e teve que recuar para a Gália.
Por causa da derrota de Magnêncio, a Itália expulsou suas tropas e se juntou à causa legalista. Magnêncio tentou resistir em 353 na Batalha do Monte Seleuco, mas, derrotado, suicidou-se caindo sobre sua espada.
Depois que a revolta de Magnêncio foi sufocada, Constâncio iniciou uma investigação para descobrir quem eram seus aliados. O mais notório dentre eles era o primicério dos notários Paulo Catena.
Algumas fontes afirmam que o pai de Magnêncio era um britônico e sua mãe, uma franca.